# 정영근
정영근(1990년 4월 15일~)은 대한민국의 배드민턴 선수이다.